# Velbičevka
Velbičevka (angleško welwitschia) je edini rod gnetovcev (Gnetophyta), monotipična golosemenka, v razredu Welwitschiopsida z vsega eno vrsto Welwitschia mirabilis, ki raste v suhih krajih na majhnem obalnem in priobalnem območju Angole in Namibije, v puščavi Namib. Uporablja se tudi ime drevo tumbo. V namskem jeziku (hotentotskem) se imenuje kharos ali khurub, tweeblaarkanniedood v afrikanščini, nyanka v damarskem in onyanga v hererskem jeziku. 
Rod je dobil ime po botaniku Frideriku Velbiču. Rastlina sestoji iz korena, nizkega stebla in dveh stalnih kožnatih listov, ki se razprostirata po tleh in se sčasoma trgata na ožje trakove.
Največjo rastlino so našli v gorah Messum, visoka je 1,8 metra, drugo največjo pa na Welwitschia Flatsu ob reki Swakop, visoka je 1,2 metra in široka 8,7 metra. Življenjska doba rastline je med 400 in 1500 let. Neuradni viri jo pogosto imenujejo "živ fosil". 

## Znanstvena klasifikacija
Velbičevka je dobila ime po botaniku in zdravniku Frideriku Velbiču, ki je odkril rastlino leta 1859 v današnji Angoli. Bil je tako prevzet nad rastlino, da "ni naredil nič drugega kot pokleknil in jo pogledal na pol v strahu, da se ne bi dotik pokazal za plod domišljije".  Joseph Dalton Hooker iz Linnean Society of London je s pomočjo njegovega opisa in zbranega gradiva skupaj z materialom, ki ga je pripravil umetnik Thomas Baines, ki je neodvisno odkril nahajališče v Namibiji, opisal vrsto.  Velbič je predlagal ime rodu tumboa po lokalnem imenu "tumbo". Hooker pa ga je vprašal, ali dovoli, da se imenuje rod po njem welwitschia. Velbič se je strinjal in pripravil nekaj dobro ohranjenega gradiva, tako da je Hooker lahko hitro napredoval pri določanju botaničnih lastnosti.  Taksonomija welwitschia se je nato občasno spremenila z razvojem novih sistemov za razvrščanje (glej cvetoče rastline: Zgodovina klasifikacije Flowering plants: History of classification), vendar pa je taksonomski status zdaj v bistvu tak, kot ga je določil Hooker.
Večina botanikov je imela velbičevko za poseben monotipičen rod v monotipični družini ali celo rodu. Najnovejši sistemi postavljajo Welwitschia mirabilis v lastno družino Welwitschiaceae  v golosemenke rod Gnetales.  Rod Gnetales je najtesneje povezan z rodom Pinales, ki vključuje borovce, smreke, macesne in jelke.  Genetske analize kažejo, da je Gnetales nastal znotraj skupine iglavcev in da so vse morfološke podobnosti med kritosemenkami in Gnetales ločenega izvora.  Predniki ohranjenih golosemenk rodu Gnetales, Coniferales, Cycadales in Ginkgoales so nastali v poznem paleozoiku in so postali prevladujoči pri pozni permski in mezozojski flori.  Fosilni dokazi pravijo, da so bili člani Welwitschiaceae prisotni v Južni Ameriki v spodnji kredi (mezozoik).  Jacobson in Lester menita, da so bili ti zgodnji habitati Welwitschiaceae bolj vlagoljubni od sedanjih puščavskih razmer ter da sedanjo razdrobljeno in osamljeno porazdelitev primerov lahko pripišemo suši med terciarjem in kvartarjem, ki je omejevala rastline z zagotavljanjem vode.

## Biologija
Po kalivosti sadika naredi dva klična lista, ki zrasteta 25–35 mm v dolžino in imata mrežaste listne žile. Nato ta dva lista na robu naredita lesno krono. Stalni listi so nasprotni (pod pravim kotom glede na klične liste), amfistomatični (z režami na obeh straneh lista), mrežastimi listnimi žilami. Kmalu ko se pojavita lista, apikalni meristem propade in meristemsko dejavnost prenese na obod krošnje. Lista zato nenehno rasteta iz bazalnih meristem in dosežeta dolžino do 4 m. Konice listov so razcepljene na več ločenih trakov v obliki odsekov, ki jih izkrivljajo leseni deli, ki obdajajo apikalno zarezo, pa tudi veter in naključne zunanje poškodbe.  Največje so 1,5 m visoko nad tlemi, vendar obseg listov v stiku s peskom lahko presega 8 m.
Velbičevka ima podolgovat, plitev koreninski sistem, sestavljen iz "zožene cevaste korenine z enim ali več necevastimi oddvojki, nekaterimi izrazito stranskimi koreninami in mrežo občutljivih gobastih korenin"  in leseno, vlaknasto nerazvejano glavno steblo. Korenine segajo do globine približno enako globoko kot listi od vrha do konic. Glavno steblo je sestavljeno iz nerazvejene lesne krone, grobo oblikovanih kot obrnjen stožec. Edina razvejanost v sistemu se pojavlja v reproduktivnih vejah, ki nosijo strobile.
Vrsta je dvodomna z ločenim moškimi in ženskimi rastlinami. Opraševanje opravljajo  insekti. Žuželke, ki so odgovorne, so muhe in polkrilci. Najpogostejši opraševalci, ki obiskujejo velbičevko, so pripadniki družine šuštarjev (Pyrrhocoridae): Odontopus sexpunctatus. Rod je znan tudi kot Probergrothius, o imenu se še vedno razpravlja.  Čeprav je zelo povezana z Welwitschio mirabilis, pa se Odontopus sexpunctatus pojavlja tudi na drugih rastlinah, kot je Adansonia, čeprav ni jasno, kako zanesljive so te trditve. Redko igrajo vlogo opraševalk ose in čebele. Vsaj nekatere od opraševalcev privlači "nektar" na obeh moških in ženskih strobilih. 
Velbičevka je bila razvrščena kot rastline CAM (crassulacean acid metabolism) po usklajevanju nekaterih sprva nasprotujočih in nejasnih podatkov.  Je pa nekaj zelo problematičnih vidikov v zvezi s tem.
Starost posameznih rastlin je težko oceniti, a so mnoge rastline lahko stare več kot 1000 let. Nekatere posamezne so lahko stare več kot 2000 let. Ker velbičevka naredi samo en par listov, je bilo včasih navedeno, da je neotenična, sestavljena predvsem iz "velikanske sadike". Raziskava je pokazala, da njena anatomija ni skladna s tako idejo. Namesto tega rastlino natančneje predstavljajo kot uresničitev nenavadne morfologije, kar naj bi bila posledica "izgube glave" (apikalnega meristema) v zgodnji fazi. 

## Geografska razprostranjenost
Welwitschia mirabilis je endemična na območju Kaokovelda; razširjena je južno od reke Bentiaba v južni Angoli do reke Kuiseb v Namibiji in do 100 km od obale. Območje je zelo sušno, obala nima skoraj nič padavin, medtem ko manj kot 100 mm dežja letno pade na pobočjih v vlažni sezoni od februarja do aprila. Običajno se pojavlja ob nestalnih vodotokih, kar kaže na odvisnost od vode v tleh poleg obarjanja iz megle. 

## Gojenje
Welwitschia mirabilis raste hitro iz semena, ki se lahko kupi pri trgovcih s posebnimi semeni. Semena se lahko ohranijo dalj časa pri primerno nizki vlažnosti in temperaturi. 
Odstranitev zunanje semenske obloge izboljša učinkovitost kalitve. Pri sajenju semen je treba vedeti, da morajo biti vlažna, vendar prvih nekaj tednov ne smejo biti potopljena. Semena, zbrana iz narave, so pogosto močno onesnažena s sporami glive Aspergillus niger var. phoenicis,  ki hitro povzročijo gnilobo med kaljenjem. Glivično okužba na začetku razvoja močno poveča možnost za okužbo notranjosti semena v razvoju. Semena iz botaničnih vrtov ali drugih virov so veliko čistejša in je verjetnost gnilobe manjša. Fungicid tebukonazola je lahko koristen pri nadzorovanju okužbe semena.

## Zaščita
Velbičevka je v naravi zadovoljivo zaščitena. Rastline v Angoli so bolje zaščitene od tistih v Namibiji zaradi sorazmerno visoke koncentracije minskih polj v Angoli, ki zbiralce odvrača od nabiranja.
Čeprav rastlina trenutno ni ogrožena, njen varstveni status še zdaleč ni varen; njeno razmnoževanje in rast sta počasna in njeno območje razširjenosti, čeprav veliko, zajema le eno čvrsto, ekološko omejeno in ranljivo območje. Izjemna dolgoživost velbičevke omogoča njeno preživetje le določen čas kljub škodi za razmnoževanje, vendar ni zaščitena pred okoliščinami neposredne nevarnosti, kot sta čezmerna paša in bolezni. Glivična okužba ženskih stožcev močno zmanjšuje kaljivost in že po naravi povzroča slabo razmnoževanje. Druge nevarnosti so poškodbe zaradi terenskih vozil, nabiranje divjih rastlin in čezmerna paša zebre, nosoroga in domačih živali. 

## Heraldika
Oblika rastline je emblem v državnem namibijskem grbu.

## Svetovna dediščina
Velbičevka (Welwitschia Plains) je bila 3. oktobra 2002 uvrščena na poskusni seznam Unescove svetovne dediščine v skupino Natural (kriterij x).

## Galerija
- Največja znana velbičevka, vzdevek "velika velbičevka" (Velika Welwitschia), je visoka 1,4 m in ima premer 4 m
- Ženska rastlina
- Ženska velbičevka začenja semeniti
- Ženski del po opraševanju
- Moška rastlina
- Razmerje
- Vzgojena v Huntingtonovi knjižnici in botaničnem vrtu (Huntington Library and botanical garden)
- Velbičevka v Khorixasu, Namibija
- Odontopus sexpunctatus na velbičevki
- Welwitschia mirabilis, Muzej v Toulousu